# Henryk Alber
Henryk Alber, właściwie Serafinowicz (ur. 3 czerwca 1948 w Otwocku, zm. 11 stycznia 2008 w Warszawie) – polski gitarzysta, kompozytor, aranżer i pedagog. 

## Życiorys
Uczęszczał do Średniej Szkoły Muzycznej w Warszawie, gdzie uczył się gry na puzonie i gitarze.
Debiutował w 1969, zdobywając I nagrodę w Konkursie Gry na Gitarze Klasycznej w Łodzi. 
W latach 70. współpracował z Januszem Stroblem (od 1971), tworząc Duet Gitar Klasycznych Alber-Strobel. 
W tym czasie pracował też jako kompozytor piosenek takich jak np. „Zaproście mnie do stołu” oraz utworów instrumentalnych. W 1970 został członkiem Stowarzyszenia Światowej Młodzieży Muzycznej.
W 1983 założył nowy duet gitarowy z Andrzejem Wyrzykowskim (Duet Gitar Klasycznych).
Jako kompozytor i aranżer współpracował z wieloma polskimi muzykami, m.in. z Elżbietą Wojnowską i Grażyną Orszt, która została jego żoną i muzą (syn – Bartek Alber). Najdłuższą (1985–2002) i najbardziej owocną współpracę nawiązał z Edytą Geppert, której towarzyszył także jako akompaniator. Napisał muzykę do kilku piosenek Agnieszki Osieckiej: „Chinka i książę”, „Dobre stare buty”, „Nad Warszawą”, „Słodkie morze”, „Stare łzy”, „Żywiciele, zbawiciele”.
Tworzył też muzykę teatralną dla kabaretu i teatru studenckiego Stodoła w Warszawie oraz warszawskiego Teatru Stara Prochownia.
Koncertował w wielu krajach Europy i w ośrodkach polonijnych m.in. w Stanów Zjednoczonych, Kanadzie, Australii, Tajlandii.
Zmarł po ciężkiej chorobie.

## Dyskografia
- Edyta Geppert, Historie prawdziwe, LP, ZPR (reedycja CD ZPR Rec.)
- 1988 Alber, LP, Muza

## Nagrody
- 1969 – I Nagroda na Konkursie Gry na Gitarze Klasycznej w Łodzi
- 1974 – Nagroda Główna na Festiwalu Piosenki i Piosenkarzy Studenckich w Krakowie za kompozycję do utworu Zaproście mnie do stołu
- 1974 – Nagroda Główna na Krajowym Festiwalu Polskiej Piosenki w Opolu za kompozycję jw.
- 1974 – I Nagroda na Festiwalu Teatrów Akademickich za muzykę do Kwiatów polskich
- 1975 – I Nagroda na Olsztyńskich Spotkaniach Zamkowych za muzykę do tekstu Rzuciłabym to wszystko (wiersz Juliana Tuwima)

## Wybrane kompozycje

### Piosenki
- Gdy uznamy, że to już (tekst: Jan Wołek)
- Rzuciłabym to wszystko (tekst: Julian Tuwim)
- Słynne gładkie "ł" (tekst: J. Wołek)
- Stare łzy (tekst: Agnieszka Osiecka)
- Wycieczki w głąb własnego snu (tekst: Marcin Wolski)
- Zaproście mnie do stołu (tekst: Włodzimierz Szymanowicz)
- Życie moje (tekst: Andrzej Bursa)
- A u nas bez zmian (tekst: Grażyna Orlińska)

### Muzyka teatralna
- Niebieska komedia
- Kwiaty polskie